# Stemodia
Stemodia är ett släkte av grobladsväxter. Stemodia ingår i familjen grobladsväxter.

## Bildgalleri

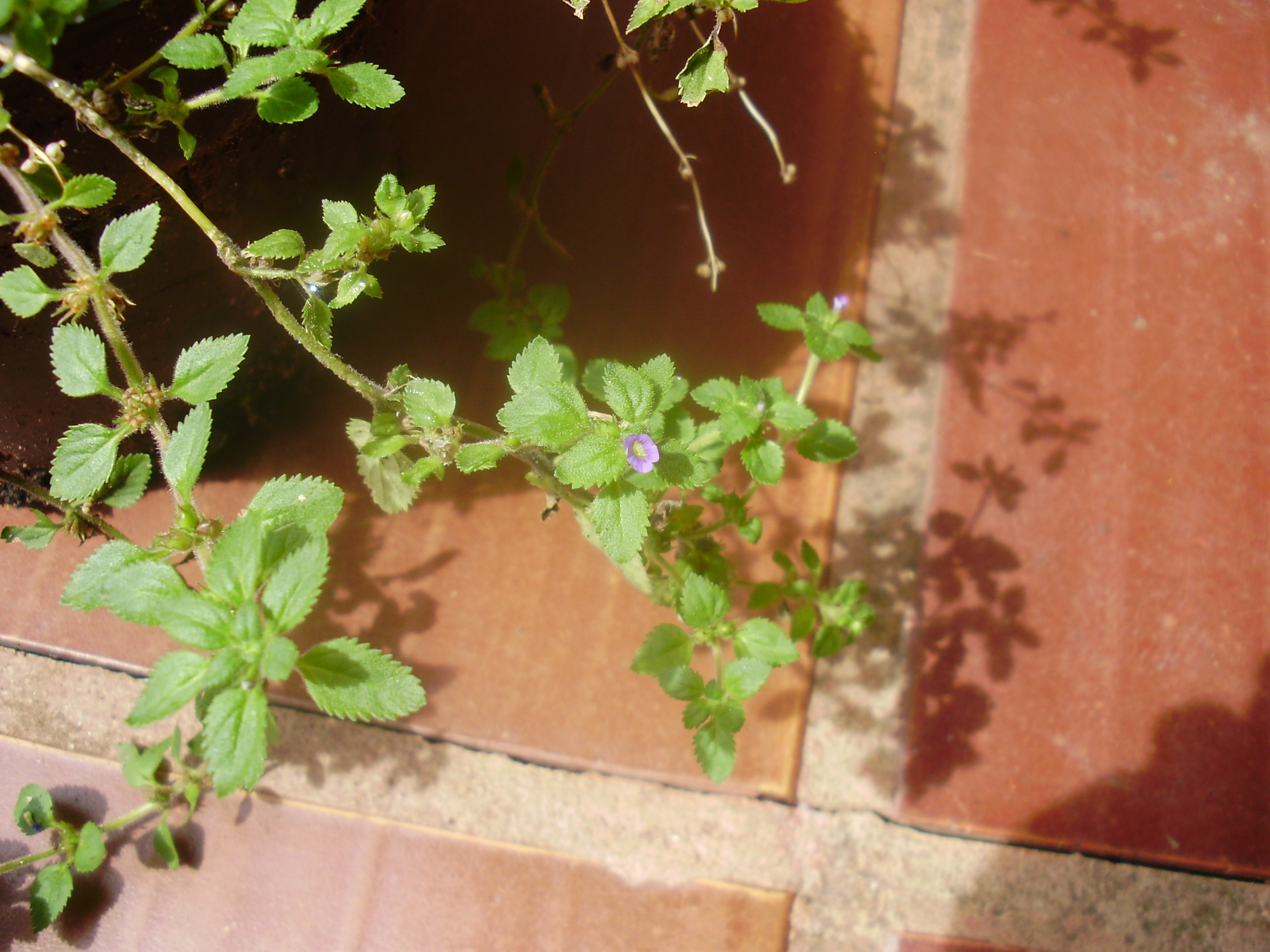
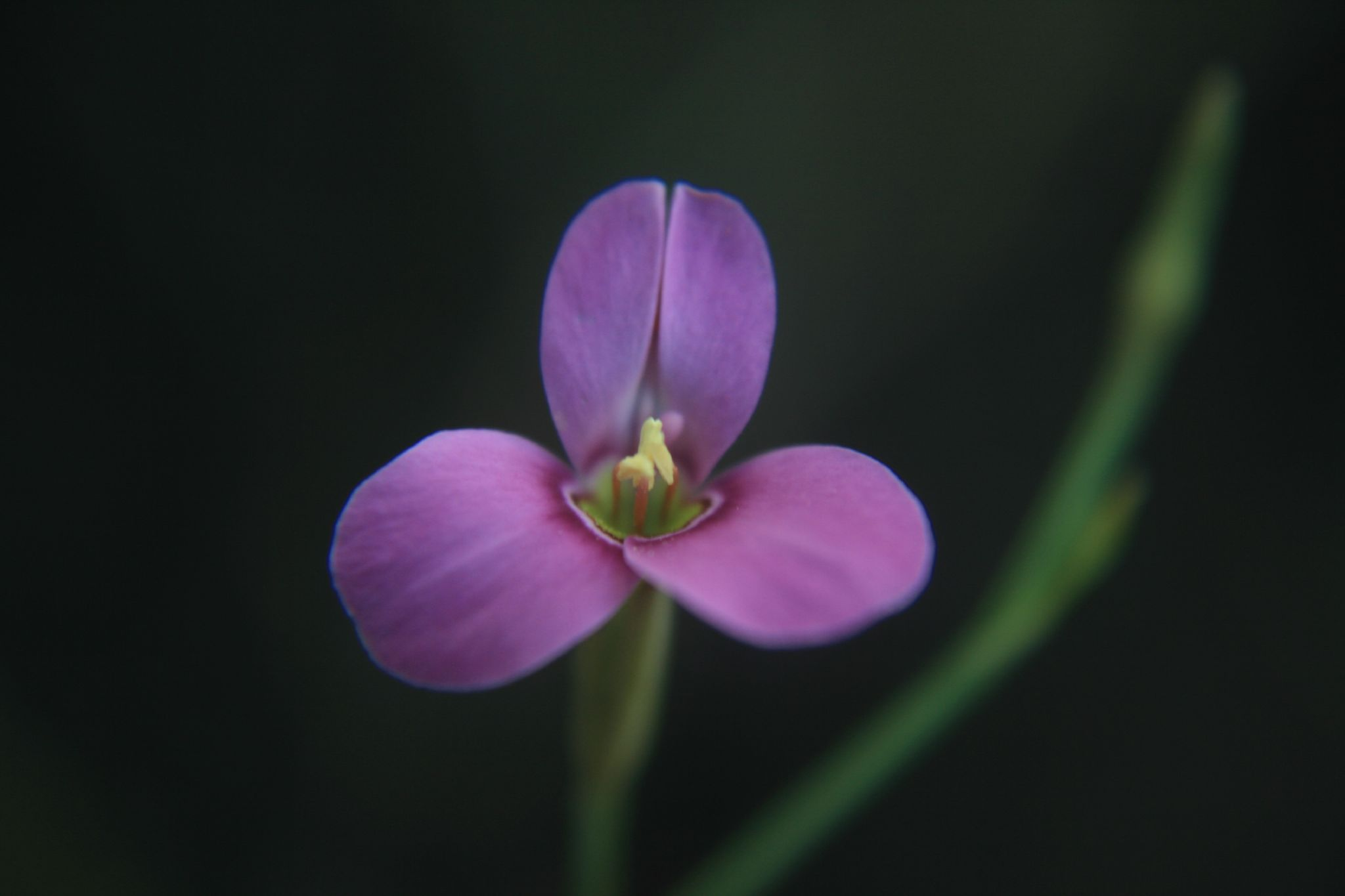

## Dottertaxa tillStemodia, i alfabetisk ordning[1]
- Stemodia bartsioides
- Stemodia chiapensis
- Stemodia coahuilensis
- Stemodia crenatifolia
- Stemodia debilis
- Stemodia diffusa
- Stemodia durantifolia
- Stemodia ericifolia
- Stemodia flaccida
- Stemodia florulenta
- Stemodia foliosa
- Stemodia fruticosa
- Stemodia fruticulosa
- Stemodia glabella
- Stemodia grossa
- Stemodia harleyi
- Stemodia hyptoides
- Stemodia jorullensis
- Stemodia kingii
- Stemodia lanata
- Stemodia lanceolata
- Stemodia lathraia
- Stemodia linophylla
- Stemodia lobata
- Stemodia lythrifolia
- Stemodia macrantha
- Stemodia macrostachya
- Stemodia maritima
- Stemodia micrantha
- Stemodia microphylla
- Stemodia palmeri
- Stemodia palustris
- Stemodia peduncularis
- Stemodia piurensis
- Stemodia pratensis
- Stemodia pubescens
- Stemodia purpusii
- Stemodia schottii
- Stemodia serrata
- Stemodia stellata
- Stemodia stricta
- Stemodia suffruticosa
- Stemodia tenuiflora
- Stemodia tenuifolia
- Stemodia tephropelina
- Stemodia tetragona
- Stemodia trifoliata
- Stemodia vandellioides
- Stemodia veronicoides
- Stemodia verticillata
- Stemodia viscosa